# Leopold Herder
Leopold Herder (* 14. November 1808 in Friedingen, Oberamt Riedlingen; † 3. August 1868 in Ellwangen (Jagst)) war ein württembergischer Oberamtmann.

## Leben und Werk
Der Sohn eines Zimmermeisters studierte von 1827 bis 1829 in München und Tübingen. Seine berufliche Laufbahn begann er 1831 mit einem Praktikum beim standesherrlichen Amt Scheer. 1832 wurde er Privatgehilfe bei einem Prokurator in Ulm und von 1838 bis 1840 Sekretär und Privatgehilfe beim Oberamt Ulm. Zwischen 1840 und 1842 arbeitete er als Oberamtsaktuar in Hall, als Kollegialhilfsarbeiter bei der Regierung des Jagstkreises in Ellwangen, als Kanzleiassistent bei der Regierung des Donaukreises in Ulm und als Regierungssekretär in Reutlingen. 1842 wurde er Assessor bei der Regierung des Donaukreises in Ulm und 1843 Regierungsrat und Ministerialassessor beim Ministerium des Innern in Stuttgart. 1847 übernahm er als Oberamtmann die Leitung des Oberamts Biberach. Ab 1850 schließlich war er Kollegialassessor und später Regierungsrat bei der Regierung des Jagstkreises in Ellwangen.